# Шонтэмвож
Шонтэмвож, Шантымвож — река в России, протекает по территории Троицко-Печорского района Республики Коми. Устье реки находится в 200 км по левому берегу реки Илыч. Длина реки — 10 км.
Река берёт начало на Северном Урале, стекает с северных склонов горы Малая Еграляга (459 м НУМ). Река течёт на запад, всё течение проходит в ненаселённой холмистой тайге на территории Печоро-Илычского заповедника. Ширина реки на всём протяжении не превышает 10 м.

## Данные водного реестра
По данным государственного водного реестра России относится к Двинско-Печорскому бассейновому округу, водохозяйственный участок реки — Печора от истока до водомерного поста у посёлка Шердино, речной подбассейн реки — Бассейны притоков Печоры до впадения Усы. Речной бассейн реки — Печора.